# لؤي الأتاسي

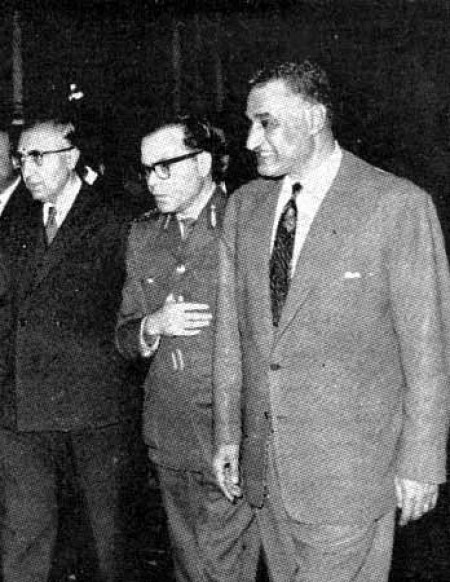
لؤي الأتاسي والرئيس المصري جمال عبد الناصر.

لؤي الأتاسي (1926 - 24 نوفمبر 2003)، عسكري ورئيس سوريا بالفترة ما بين 23 مارس 1963 إلى 27 يوليو 1963.

## عن حياته
تخرج من الكلية الحربية في حمص عام 1948، وتابع بعد ذلك دراسته في كلية أركان الحرب العربية. شارك في حرب 1948 كقائد فصيل في الجيش السوري، وعاد منها بإصبع مقطوع من جراء إصابته في أحد المعارك. وعندما قام العسكريون من أبناء «عائلة الأتاسي» بانقلابهم على الرئيس أديب الشيشكلي في 25 فبراير 1954 كان أحد المشتركين فيه إلى جانب العقيدين فيصل وزياد الأتاسي، وكان هو حينها قائدًا للشرطة العسكرية في حلب.
تولى مهامًا عسكرية عدة، وكان من أنصار الوحدة العربية بين سوريا ومصر، وبعد الانفصال كان مرتبطًا بمنفذي انقلاب الثامن من آذار، فقرر المجلس الوطني لقيادة الثورة ترقيته إلى رتبة فريق وتعيينه قائدًا عامًا للجيش والقوات المسلحة.

### رئيسًا للجمهورية
في 23 مارس 1963 تولى منصب رئيس الجمهورية، واستمر بالمنصب حتى تقديمه استقالته في 27 يوليو 1963 إثر تعرضه محاولة انقلاب فاشلة.

## عائلته
والده: أحمد سامي الأتاسي
والدته: ثريا صافي
له من الأبناء ثلاثة هم:
- سامي.
- ندى.
- نهى.